# Берёзовка (Поспелихинский район)
Берёзовка — посёлок в Поспелихинском районе Алтайского края, входит в состав муниципального образования Клепечихинский сельсовет.

## Географическое положение
Посёлок расположен в 30-ти километрах от административного центра района села Поспелиха и в 10-ти километрах от административного центра Клепечихинского сельсовета села Клепечиха.

## История
Посёлок был основан в 1928 году (по другим данным в 1939 году). В 1931 году был образован колхоз «Берёзовский», а в 1950-х годах посёлок вошёл в качестве бригады в состав колхоза «Путь Ленина» села Клепечихи.

## Население
| 1997 | 1998 | 1999 | 2000 | 2001 | 2002 |
| ---- | ---- | ---- | ---- | ---- | ---- |
| 105  | ↗107 | ↗112 | ↘110 | ↘104 | ↘103 |
| 2003 | 2004 | 2005 | 2006 | 2007 | 2008 |
| ↗104 | ↗107 | ↘97  | ↗99  | ↗101 | ↗108 |
| 2009 | 2010 | 2011 | 2012 | 2013 | 2014 |
| →108 | ↘101 | →101 | ↘89  | ↘83  | ↘76  |

## Улицы
Посёлок состоит из одной улицы Березовской.